# トワイライトニング
トワイライトニング(Twilightning)は、フィンランドのヘヴィメタル、ハードロックバンド。
自分達の音楽を“マイアミバイスメタル”と呼び、1980年代の古き良き時代の流れを主体としたハードロックを奏でる。その一方で1stアルバム『デリリウム・ヴェイル - DELIRIUM VEIL』のタイトルトラックの収録は「失敗だった」とも語っている。
バンド名は“薄明”と“稲妻”を掛け合わせた造語で、以前からこの名前を考えていたギターのトミが酒に酔った勢いで決めた。

## 略歴
1998年、フィンランド南東部、イマトラでトミ(Vo,G)、ヴィレ(G)、ユッシ(B)、ユハ(Dr)により結成。
1999年2月、デモCD『CHANGE OF SCEPTER』発表。後にミッコ(Key)加入。
2001年、ヘイキ(Vo)加入に伴いトミがギター専任になる。デモCD『RETURN TO INNOCENCE』発表。これがスパインファーム・レコードの目に留まり、同年11月に契約する。
2003年8月に『デリリウム・ヴェイル』発表。プロデューサーにアンシ・キッポ、ミキシングにストラトヴァリウスのティモ・トルキ(G)を迎えている。
2004年、ハロウィンの来日公演でドラゴンフォースと共に前座を務める。
2005年5月、再来日。恵比寿リキッドルームで行われた「Finnish Music Days In Tokyo 2005 ～Metal Showcase～」に、To/Die/For、エンシフェルム、キウアスと共に出演。また、翌週には大阪BIG CATでTHE 69 EYESと共にカップリング・ライヴを敢行するも、ジューダス・プリーストのロブ・ハルフォード復帰後初の大阪公演と重なってしまい不入りに泣く。
2006年1月、ミッコが自己確立の為脱退。
2009年6月、解散。オフィシャルサイトに発表された声明によると、トワイライトニングとしての活動に全力を傾けることが出来なくなり、先に進むためのモチベーションを失ってしまったことが解散の理由だという。

## メンバー
- ヘイッキ・ポイヒア (Heikki "H.M.I." Pöyhiä) - リードヴォーカル
- トミ・サルタネン (Tommi "Thief" Sartanen) - リードギター、ヴォーカル
- ヴィレ・ワレニウス (Ville "Wille-W" Wallenius) - リードギター
- ユッシ・カイヌライネン (Jussi Kainulainen) - ベース
- ユハ・レスキネン (Juha "Leskine" Leskinen) - ドラム

### 過去のメンバー
- ミッコ・ナウッカリネン (Mikko "Nasse" Naukkarinen) - キーボード

## ディスコグラフィー

### アルバム
- デリリウム・ヴェイル - DELIRIUM VEIL (2003)
- プレイグハウス・パペット・ショー - PLAGUE-HOUSE PUPPET SHOW (2004)
- スワインローズ - SWINELORDS (2007)

### シングル
- INTO TREASON (2004)

### EP
- ベッドラム - BEDLAM (2005)

### デモ
- CHANGE OF SCEPTER (1999)
- AFFECTION SEEKER (2000)

タイトルトラックは後に1stアルバムの日本盤ボーナストラックとしてリレコーディングされる。
- RETURN TO INNOCENCE (2001)